# ABEMA BOATRACEチャンネル
ABEMA BOATRACEチャンネル（アベマ ボートレースチャンネル）は、株式会社AbemaTVの運営するインターネットテレビ局「ABEMA」におけるチャンネルの1つ。その名の通りボートレース＝競艇を専門に扱う。

## 概要
2019年6月28日、配信を開始。一般財団法人BOAT RACE振興会協力により『BOATRACEチャンネル』が開設。2019年12月時点では、原則として毎週金曜・土曜に開設されるが、賞金王決定戦競走（ボートレースグランプリ）などSG開催の際に平日も開設される場合がある。
2017年の株主総会で、「公営競馬・競艇・競輪・オートレースに関するビジネスの企画開発、運営代行業務」を定款に追加 しており、2017年にボートレース番組「当てるTV」を不定期で配信 してきた。チャンネル開局日よりレギュラー番組、『アベマde週末ボートレース』を配信開始。

## アベマde週末ボートレース
『アベマde週末ボートレース』は、2019年6月28日より配信が開始されたボートレース中継番組。金曜日19時より配信の『アベマde週末ボートレース 〜Friday〜』、土曜日15時より配信の『アベマde週末ボートレース 〜Saturday〜』から構成される。

### 番組概要
ゲスト出演者2人が手持ちの1万Abemaポイントを指定された4レースでベットし、最終的に賭けたポイントに対してどれくらいの配当を得られたかをパーセンテージ化した“回収率”で上回った方が勝利となる。回収率はランキング化され、12月までの上位6位までにランクインしたプレイヤーは年末の特別番組に参加できる権利を得られる。
レース予想だけでなく、番組内では「シンデレラの素顔」と題したクイーンズクライマックスに焦点を当てたドキュメンタリー、ボートレースにまつわるニュースドキュメント「ボートスクープ」も配信する。
2019年いっぱいまでは『買えるバトルクラブ』のセットを流用していたが、2020年に入り金曜に関してはレンガ地のセットを使用。
2020年5月30日をもって、配信開始1周年に伴う改編に伴い終了した。

### 主な出演者
- 徳井健太（平成ノブシコブシ）
- 増田英彦 （ますだおかだ）
- じゅんいちダビッドソン
- 永島知洋
- 内山信二

#### 進行アナウンサー
うち1名が出演（出演スケジュールは不定）
- 西澤由夏（AbemaTV）
- 藤田かんな（AbemaTV）
- 瀧山あかね（AbemaTV）

尚　競輪で特番がある場合などには出演しない場合がある。この場合は講師が進行を兼ねるか、松本圭世などのフリーアナウンサーが代理で進行する。

#### 解説
- 植木通彦（日本モーターボート競走会）[8]※リニューアル以降は土曜のみ出演。

#### 金曜日の先生
- 永島知洋（2020年1月10日‐）
- 白河雪菜（2020年1月17日‐）
- 内山信二（2020年1月24日‐）
- 真中満（2020年2月28日[9][10]‐）

#### ゲスト
- ボートレースに詳しい芸能人1名と他の公営競技や麻雀、パチンコなどの勝負師1名が出演。2名とも芸能人のこともある。2020年1月17日より金曜出演者を競艇ビギナーに絞りリニューアル。「学べる金曜日」として土曜との差別化が図られる[11]。以降の金曜ゲストは女性タレント3名が出演。
- 金曜に関しては詳しい出演者は前述した講師役の「先生」と位置づけられ、解説者・植木が出演することはなくなった。

### スタッフ
- プロデューサー：野中和哉
- 制作：Abema Production
- 提供：BOATRACE振興会
- 映像協力：日本レジャーチャンネル

## ABEMA BOAT RACE TOWN → ABEMA BOATRACE CAMPUS
『ABEMA BOAT RACE TOWN』（アベマ ボートレース タウン）は2020年6月5日より『アベマde週末ボートレース』に代わって配信されるレギュラー番組。前身番組末期同様、金曜版と土曜版で内容が異なる。収録スタジオは六本木・テレビ朝日内に変更されている。背景美術はすべてコンピューターグラフィックに変更される。
2021年4月2日より『ABEMA BOATRACE CAMPUS』へとリニューアル。
2022年4月1日より『ABEMA BOATRACE CRUISE』へとリニューアル。
2023年4月1日より『ABEMA BOATRACE SPACE』枠。背景美術の大部分はCGながら、一部セットが建て込まれるようになった。
2024年4月5日より『ABEMA BOATRACE COLORS』枠へとリニューアル。CGセットが各番組で別となった。

### 金曜版

#### クロちゃんのボート女子育成計画
金曜19時 ‐ 21時。クロちゃんとボートレース初心者のアイドルが週代わりで対決。アイドルがボートレースのイロハを覚えながら”ボートレースモンスター”クロちゃんを倒せるかをゲーム形式で送る（持ち点1万ポイントを4レースでどれだけプラスにできるかを競う）。クロちゃんを倒せればアイドルにご褒美。逆に倒されてしまった場合は要望を一つ受け入れなければならないルール。進行およびアイドル側の講師役として前身番組で「先生」を務めたメンバーも出演。なお、クロちゃん自身も初心者である。
出演アイドルは原則ラストアイドルのメンバーとなっている。

#### 教えて!クロちゃん先生
2021年4月2日より『教えて！クロちゃん先生』にリニューアル。番組構成自体は踏襲しながら、新レギュラーとしてSKE48のメンバーが加わり、ラストアイドルメンバーと原則交互での出演となる。6月25日配信分をもってSKEが降板。翌週よりラストアイドル、AKB48、ハロプロOBの3組でのローテーション出演となる。ミッドナイトボートレースも扱う際は配信時間を延長し3時間もしくは3時間30分に拡大。タイトルもMIDNIGHTスペシャルと題される。

#### クロちゃんとクルーちゃん
2022年4月1日よりリニューアル。12人の準レギュラーメンバー『ボートレースガールズ』がボートレース予想や、バラエティ力を競い合う。クロちゃん先生時代のAKB48（事実上、岡部麟の枠となった）、ハロプロOB（事実上、田中れいなの枠となった）も出演。2022年8月12日配信分では西村歩乃果が先輩アイドル枠として出演。黒須田守（BOATBoy編集長）、秋山基裕（元ボートレーサー）らが解説出演する。2023年3月31日に最終回を迎えた。
- ボートレースガールズ（このうち3名程度が出演）
  - 梅山涼、カナコ・ケンタウロス、工藤菫、笹木里緒菜、志田音々、椿野ゆうこ、出口亜梨沙、のだこころ、樋口なづな、前園あやの、みれい（Mirei）、美和花樺

#### ABEMA BOATRACE SPACE『クロちゃんとクルーちゃん2nd』
船から宇宙船へと設定を移し競われるボートレース予想番組。前身番組と同じく12名が特別番組出演権を争う。2023年4月7日開始。毎週1名の先輩アイドル（堀未央奈、田中れいな、岡部麟のいずれか）がゲスト出演。2024年3月29日で最終回。年間獲得ポイント数は山田せいあが優勝となる。
- ABEMAボートレースガールズ（クルーちゃん、レギュラー回ではこのうち3名が出演）
  - 志田音々、美和花樺、みれい、のだこころ、青柳佑芽、ペガサス・ユイナ、山田せいあ、あおぽん、鍛冶島彩、伊藤しずな（※番組途中より森島詩葉に改名）、芹沢まりな、平野沙羅
- 解説：黒須田守、LLR福田
- 進行：藤田かんな、瀧山あかね(いずれもABEMAアナウンサー) 尚 スケジュールの都合で出られない場合はフリーアナウンサーが進行代理として登場するか、当日の講師が進行を兼ねるのどちらかになる。

#### ABEMA BOATRACE COLORS『クロクルパレット』
2024年4月5日開始。前身番組に引き続きMCはクロちゃん。先輩アイドルとして、田中れいな、岡部麟が原則隔週レギュラー（スケジュール都合の関係で比率としては田中の出演が多い）となる。前身番組まではクルーちゃんは別スタジオからの中継であったが、本番組からは同一スタジオでの出演に変更された。2025年3月28日最終回。
- クルーちゃん（レギュラー回ではこのうち2名、2024年11月1日第30回より4名が出演、12月13日より青空花和、雨宮由乙花、鎌田彩樺、クロノ・ネコノ・ナナコが追加加入）
  - 鍛治島彩、美和花樺、カナコ・ケンタウロス、笹木里緒菜、あおぽん、芹沢まりな、青柳佑芽、山田せいあ、ペガサス・ユイナ、青空花和、雨宮由乙花、鎌田彩樺、クロノ・ネコノ・ナナコ
- 進行：西澤由夏、藤田かんな、瀧山あかね（いずれもABEMAアナウンサー。いずれか出演）
- 解説：黒須田守、秋山基裕（いずれか出演）

#### ABEMA BOATRACE COLORS『ときめきファンファーレ』
2025年4月4日開始。前身番組に引き続きMCはクロちゃん。先輩アイドルとして、田中れいな、岡部麟が原則隔週レギュラー。第1回では田中れいなが約半年ぶりに出演した。CGセットはサーカス場をイメージしている。クルーちゃんは3チームに分けられ出演する。
- クルーちゃん
  - れいなチーム：鎌田彩樺、雨宮由乙花、あおぽん
  - べりんチーム：羽方るな、八伏紗世、青空花和、岡村茉奈
  - クロちゃんチーム：クロノ・ネコノ・ナナコ、鍛治島彩、犬嶋英沙
- 進行：西澤由夏、藤田かんな、瀧山あかね（いずれもABEMAアナウンサー。いずれか出演）
- 解説：黒須田守、LLR福田（いずれか出演）

### 土曜

#### 知識で争う波乗王（ナミノリキング）
土曜15時 ‐ 17時。スピードワゴン・井戸田潤がMC、植木通彦が解説につき、毎回週替わりの”2賢者”がレース予想をするボートレース予想プレゼン番組。レース結果が当たれば1ポイント（8点まで予想可能）。また誰の予想が当たりそうかの視聴者投票で優位になっても1ポイント加算され、合計ポイントで勝敗を競う。

#### 勝負駆け!笑いのターンマーク
2021年4月3日から『勝負駆け!笑いのターンマーク』へとリニューアル。MCが増田英彦に交代となる。週替わりで若手芸人がレース勝負する構成へと変わっている。
同年6月26日放送分をもって増田が降板。7月3日より井上裕介がMCとなり、10月2日に徳井健太、10月9日以降は遠藤章造がMCを務める。

#### 六本木フレンドパーク
2022年4月2日よりリニューアル。声優、俳優などお笑い芸人も含む出演者が原則2名一組で出演する形に変更。2023年4月1日に最終回。クルーちゃんレギュラーであるクロちゃん、黒須田守がゲストとなった。

#### ABEMA BOATRACE SPACE『波乗り全速!ブレインターン!!!!!!』
遠藤章造、西村歩乃果がMC。2023年4月8日開始。ボートレース予想・クイズ・ゲーム企画を行う。
第1回は西村のスケジュール調整つかず「類似タレント」としてクロちゃんが勤めた。2024年3月30日配信分で最終回。
前身番組と異なりゲストは1名に改められる。解説は黒須田守のほか、スパローズ森田が担当。

#### ABEMA BOATRACE COLORS『波乗りSHOWタイム』
2024年4月6日開始。MCは藤森慎吾（オリエンタルラジオ）。週替わりでゲストを呼び、ボートレース予想はもちろん、リズムゲーム、ゲストのぶっちゃけトークなどを展開。
進行に西澤由夏、瀧山あかね、藤田かんな（いずれか1名）。解説は黒須田守、LLR福田（いずれか1名）。
2024年5月4日配信分は藤森欠席のため、ノンスタイル井上が代打MCを務めた。2025年3月29日最終回。

#### ABEMA BOATRACE COLORS『波乗りSPLASH CAFE』
2025年4月5日開始。MC藤森慎吾（オリエンタルラジオ）がカフェのオーナーに扮し、ゲスト陣はカフェスタッフに扮し出演する。準レギュラーは和田雅成、柚来しいな、武知海青（RAMPAGE）、石川涼楓。VTRレポーター・小野寺翼（MATSURI）。解説に黒須田守、スパローズ森田。進行はABEMAアナウンサーが務める。

## ボートレース 県民性グランプリ
『ボートレース 県民性グランプリ』は「全国ボートレース甲子園」開催を記念した特別番組。2019年7月27日21:00より23:00までUDAGAWA BASEから生配信された。全国24場あるボートレース場を紹介し、そこでしか味わえない県ならではのグルメや見どころを紹介するクイズ番組。「私がレーサーになった理由」と題した新人ボートレーサーの紹介も行われた。出演者はおおむね『アベマde週末ボートレース競輪』のゲスト出演者で構成されていた。出演者は「（ボートレース版の）ちっちゃなケンミンショー」と述べている。

### 出演者
- MC：陣内智則
- 進行アシスタント：西澤由夏
- ゲスト：かまいたち（濱家隆一、山内健司）、藤田憲右（トータルテンボス）、鈴木奈々、白河雪菜、永島知洋

## 水上学園!初めてのボートレース
『水上学園!初めてのボートレース』は2019年9月22日に配信された情報バラエティ番組。『第6回ヤングダービー』を主な題材にボートレースの豆知識や日常を紹介し、魅力を伝える。BOATRACEチャンネル19:00から21:00まで生配信。

### 出演者
- 進行：西澤由夏、永島知洋
- パネラー：染谷俊之、西村歩乃果、本田響矢、トム・ブラウン、佐藤翼（ボートレーサー）

## 芸能界異種格闘技戦!ボートレース天下一無双会
『芸能界異種格闘技戦!ボートレース天下一無双会』は2019年12月1日に配信された競艇バラエティ番組。第1回ボートレースバトルチャンピオントーナメントに合わせ各タレントが11月28日から12月1日に行われるレースを予想。トーナメント形式で優勝を予想対決を行う。BOATRACEチャンネルで15:00から17:00まで生配信。

### 出演者
- MC：徳井健太、熊田曜子
- 対決MC：なすなかにし（那須晃行、中西茂樹）
- トーナメント出場者：亀田大毅、わちみなみ、中村愛、矢倉楓子、おごせ綾、じゅんいちダビッドソン、IVVY HIROTO、こんどうようぢ

## スナックさざなみ
『スナックさざなみ』は2023年4月29日から配信される競艇バラエティ番組。日曜日にミッドナイトボートレースが開催されている日だけ開店する架空のスナックを舞台に、ゲストを迎えレース予想のほかボートレースのことを知らずとも楽しめるトークを繰り広げる。
MCはスナックのママ役として西野未姫、チーママ役としてABEMAアナウンサーの西澤由夏が出演。2025年4月27日にはレース中継なしの特別番組を配信した。